# فهرس النجوم المتغيرة العام
فهرس النجوم المتغيرة العام (GCVS)  هو جدول نجمي يسرد النجوم المتغيرة والمصدر المرجعي الوحيد لجميع النجوم المتغيرة المعروفة.

## تاريخ
نشرت طبعه فهرس النجوم المتغيرة العام الأولى، التي تحتوي على 10,820 نجم في عام 1948 بواسطة الأكاديمية الروسية للعلوم وحررت الطبعة بواسطة بي. في. كوكاركين وبي. بي. باريناغو.(B.V. Kukarkin - P.P. Parenago) .بين عامي 1948 و 1956، تم الانتهاء من الطبعة الثانية بأضافة 8 ملاحق، ثم تم استبداله رسميا بالطبعة الثالثة في عام 1968 التي تحتوي على 20448 نجم متغير. وأخيرا، نشرت الطبعة الرابعة وهي النسخة الحالية المحسنة في 3 مجلدات بين 1985 و 1987، التي تحتوي على 28435 نجم متغير - منها 158 لم تكن نجوم متغيرة.
في وقت لاحق نشر مجلد رابع من الطبعة الرابعة يحتوي على جداول مرجعية، فضلا عن المجلد الخامس الذي يحتوي على نجوم متغيرة خارج مجرة درب التبانة. الطبعة الأخيرة (GCVS v5.1) تستند إلى البيانات التي تم جمعها في عام 2015 وتحتوي على 52011 نجم متغير.

## أحدث نسخة
تتوفر أحدث نسخة من نظام فهرس النجوم المتغيرة العام على الموقع الرسمي لفهرس النجوم المتغيرة العام. الذي يحتوي على إحداثيات محسنة للنجوم المتغيرة في طبعة فهرس النجوم المتغيرة العام الرابعة، فضلا عن نجوم متغيرة اكتشفت مؤخرا ليتم إدراجها في الطبعة الرابعة. وهناك نسخة قديمة من فهرس النجوم المتغيرة العام يرجع تاريخها إلى عام 2004 متاحة من خدمة فهرس فيزيير في مركز البيانات الفلكية ستراسبورغ تحت اسم الفهرس العام الموحد للنجوم المتغيرة . (GCVS4.2; رقم قاعدة بيانات فيزيير II/250).
تم تحديث هذه النسخة الإلكترونية من الفرس بواسطة أرشيف بيانات ناسا حول الظواهر النشطة في ديسمبر 2012،وقد وضع أرشيف بيانات ناسا حول الظواهر النشطة عددا صغيرا من التغييرات معظمها تجميلية في هذا الفهرس.

## روابط خارجية
- GCVS website
- Combined General Catalog of Variable Stars (GCVS4.2), 2004 version of the GCVS, at the Centre de Données astronomiques de Strasbourg.